# Blasphemous Rumours / Somebody
Blasphemous Rumours/Somebody is een single van Depeche Mode. Het is afkomstig van hun album Some Great Reward.

## Inhoud
De schrijver Martin Gore is in Somebody op zoek naar de ware liefde, met liefde en begrip ("I want somebody to share, share the rest of my life"). Aan het eind werd toegegeven, dat die ideale liefde hem ook enigszins misselijk maakt ("Though things like this make me sick"). Het lied werd nooit als echte A-kant van een single gebruikt. Het verscheen als dubbele A-kant op de single Blasphemous rumours. Op het nummer Blasphemous rumours, dat als negende verscheen op het album Some Great Reward, wordt God door zanger Dave Gahan als het ware beschuldigd van a sick sense of humor (een ziek gevoel voor humor) en when I die, I expect to find him laughing (wanneer ik doodga, verwacht ik dat hij zal lachen). De single bevat een remix ten opzichte van het studioalbum en is acht seconden korter dan de albumversie. Somebody werd bij uitzondering gezongen door Martin Gore als leadzanger, die later meedeelde het lied naakt te hebben ingezongen.
Somebody in combinatie met Blasphemous rumours werd een klein hitje voor Depeche Mode. 
In Nederland de verscheen de single met "Somebody" als A-kant en "Blasphemous rumours" als B-kant en op 23 november 1984 was de plaat Veronica Alarmschijf op Hilversum 3.
De plaat bereikte de 27e positie in de Nederlandse Top 40 en de  34e positie in de Nationale Hitparade.

## Hitnoteringen

### Nederlandse Top 40
| Hitnotering: 01-12-1984 t/m 05-01-1985 | Hitnotering: 01-12-1984 t/m 05-01-1985 | Hitnotering: 01-12-1984 t/m 05-01-1985 | Hitnotering: 01-12-1984 t/m 05-01-1985 | Hitnotering: 01-12-1984 t/m 05-01-1985 | Hitnotering: 01-12-1984 t/m 05-01-1985 | Hitnotering: 01-12-1984 t/m 05-01-1985 |
| Week:                                  | 1                                      | 2                                      | 3                                      | 4                                      | 5                                      |                                        |
| -------------------------------------- | -------------------------------------- | -------------------------------------- | -------------------------------------- | -------------------------------------- | -------------------------------------- | -------------------------------------- |
| Positie                                | 34                                     | 28                                     | 27                                     | 28                                     | 35                                     | uit                                    |

### NPO Radio 2 Top 2000
Het was een van de opmerkelijke verschijningen in de Top 2000 van 2015. Het bereikte die lijst pas na zestien jaar. Blasphemous rumours had de lijst al eerder bereikt (in 2000), maar werd na dat ene jaar niet meer genoteerd. (gegevens 2015)   
| Nummers met noteringen in de NPO Radio 2 Top 2000 | '00 | '01-'14 | '15  |
| ------------------------------------------------- | --- | ------- | ---- |
| Blasphemous Rumours                               | 817 | -       | -    |
| Somebody                                          | -   | -       | 1990 |

1. ↑  Een '-' betekent dat het nummer niet was genoteerd en een vetgedrukt getal geeft de hoogste notering van een nummer aan.
2. ↑  2000 was het eerste jaar met een notering voor een van deze nummers.
3. ↑  Deze tabel is bijgewerkt tot en met de laatste editie (2024).